# Querubes
Querubes é uma banda do Paraguai, que mistura power metal e metal progressivo. Até 2010 o grupo havia lançado quatro trabalhos, sendo dois álbuns e duas demos

## História
A banda Querubes foi formada em 1997 na cidade de Luque, região central do Paraguai, pelos guitarristas Richie Vidaurre e Félix Pereira. A eles uniram-se o baterista Walter Barrios e o baixista Jimy Gonzalez. A evolução da banda levou-a a se estabelecer como uma das mais importantes na cena metálica paraguaia. Prova disso é que o primeiro trabalho lançado pelo Querubes foi um álbum ao vivo, em 2001, de nome Querubes em Vivo, reunindo canções executadas pelo grupo em apresentações diversas por seu país
Antes disso, porém, em 1999, o grupo teve mudanças em sua formação, de modo que apenas Vidaurre manteve-se como membro original. Para o posto de guitarrista entrou Albert Ramirez e para o cargo de baixista Pablo Muñoz. Durante algum tempo, o Querubes manteve-se ensaiando apenas com cordas, sem um baterista e um vocalista. Pouco depois, contudo, ainda em 1999, a banda passa contar com Gustavo Torres no vocal, Beto Barrios na bateria e ainda conseguiu o tecladista Derlis Britez.
A despeito do sucesso conseguido após a gravação de seu álbum de estreia, ao vivo, em 2001, e da quantidade crescente de apresentações, os integrantes do Querubes se separaram e a banda foi desfeita, no ano seguinte. Contudo, em 2006, com exceção do tecladista Britez, os integrantes da banda se reuniram e lançaram a demo Querubes, tendo como novo membro o tecladista Cristian Ketembeil. Por ocasião de seu retorno, o Querubes apresentou-se no Asuncion Mosh, o mais importante festival de heavy metal do Paraguai.
A partir do ano seguinte, 2007, seus integrantes passariam a organizar ainda aquele que é considerado o segundo mais importante evento do tipo em seu país, o Penta Música Metal Fest, festival que desde então conta com a participação do Querubes. Na mesma época, contudo, Albert Ramirez deixa o grupo, devido a assuntos pessoais – inclusive o nascimento de seu primeiro filho – e o Querubes então passa a contar com Gabriel Colman, considerado um dos melhores guitarristas do Paraguai. Ainda naquele ano a banda ganhou em primeiro lugar o prêmio Equinoccio Latin Awards, apresentando-se na cidade de Punta del Este, no Uruguai, juntamente com a banda brasileira Hangar.
A partir do ano seguinte, 2007, seus integrantes passariam a organizar ainda aquele que é considerado o segundo mais importante evento do tipo em seu país, o Penta Musica Metal Fest, festival que desde então conta com a participação do Querubes. Na mesma época, contudo, Albert Ramirez deixa o grupo, devido a assuntos pessoais – inclusive o nascimento de seu primeiro filho – e o Querubes então passa a contar com Gabriel Colman, considerado um dos melhores guitarristas do Paraguai. Ainda naquele ano a banda ganhou em primeiro lugar o prêmio Equinoccio Latin Awards, apresentando-se na cidade de Punta del Este, no Uruguai, juntamente com a banda brasileira Hangar.
Em 2008 o Querubes lança outra demo, de nome Querubes – Traces of Misery. Este trabalho foi marcado pelo fato de a banda passar a cantar apenas em inglês. Agora sem um tecladista, o grupo também passou a executar uma sonoridade mais pesada. Por fim, um segundo álbum foi lançado pelo grupo em setembro de 2009, álbum este chamado de Lost Century. Foi também o primeiro álbum completo gravado pelo Querubes em estúdio. No mesmo ano, um momento particularmente marcante na carreira do grupo foi a abertura de um show de Tim “Ripper” Owens, ex-vocalista do Judas Priest e do Iced Earth.
Assim como os títulos dos álbuns, as músicas do Querubes têm seus nomes e são cantadas em inglês desde a demo que lançaram em 2008. As letras da banda falam a respeito de questões sociais, problemas políticos, e vida cotidiana. Atualmente, o grupo estabeleceu-se como um quinteto. Com a saída de Colman, Félix Pereira, um dos fundadores do grupo, voltou a ocupar o cargo de guitarrista.

## Integrantes

### Atuais
- Gustavo Torres – vocal
- Richie Vidaurre – guitarra, back vocal
- Félix Pereira - guitarra, back vocal
- Albert Ramírez - guitarra
- Pablo Muñoz - baixo
- Beto Barrios – bateria

### Ex-membros
- Gabriel Colman - guitarra
- Tony - baixo
- Jimy Gonzalez - baixo
- Walter Barrios - bateria
- Derlis Britez - teclado
- Cristian Ketembeil - teclado

## Discografia
- 2001 - En Vivo (álbum ao vivo)
- 2006 - Querubes (demo)
- 2008 - Traces Of Misery (demo)
- 2009 - Lost Century (álbum)
- 2012 - Intuition of a Dawn (demo)